# Bae Jong-ok
Bae Jong-ok, née le 13 mai 1964 à Séoul, est une actrice sud-coréenne.

## Filmographie

### Films
| Année | Titre                               | Rôle                       |
| ----- | ----------------------------------- | -------------------------- |
| 1988  | Chilsu et Mansu                     | Ji-na                      |
| 1990  | I Stand Up Every Day                |                            |
| 1991  | Passion Portrait                    |                            |
| 1992  | Walking All the Way to Heaven       | Ji-suk                     |
| 1997  | Deep Blue                           |                            |
| 2001  | Story of Jesus                      | Ange Gabriel (doublage)    |
| 2001  | Mari Iyagi                          | Mère de Nam-woo (doublage) |
| 2002  | Jealousy Is My Middle Name          | Park Sung-yeon             |
| 2005  | Hello Brother                       | Mère                       |
| 2005  | Love Talk                           | Sunny                      |
| 2006  | Ad Lib Night                        | Mère de Bo-kyung (caméo)   |
| 2006  | Herb                                | Mère                       |
| 2009  | Five Senses of Eros: "The 33rd Man" | Park Hwa-ran               |
| 2011  | The Last Blossom                    | Kim In-hee                 |
| 2020  | Innocence                           | Chae Hwa-ja                |

### Séries télévisées
| Année     | Titre                                           | Rôle            | Chaîne de télévision |
| --------- | ----------------------------------------------- | --------------- | -------------------- |
| 1990-1992 | Our Paradise                                    |                 | MBC                  |
| 1995      | Hotel                                           | Im Jung-bin     | MBC                  |
| 1995-1996 | Men of the Bath House                           | Kim Yoon-kyung  | KBS2                 |
| 1997      | Sea of Ambition                                 | Jang Seo-yeon   | KBS2                 |
| 1997      | 사랑하니까                                      |                 | SBS                  |
| 1997      | 재동이                                          |                 | SBS                  |
| 1998      | Lie                                             | Joo Sung-woo    | KBS2                 |
| 2000      | 빗물처럼                                        |                 | SBS                  |
| 2000      | Wang Rung's Land                                | Mi-ae           | SBS                  |
| 2000      | Foolish Love                                    | Jung Ok-hee     | KBS2                 |
| 2000      | 웬만해선 그들을 막을 수 없다                    |                 | SBS                  |
| 2001      | Tender Hearts                                   | Park Yoon-ju    | KBS1                 |
| 2002      | Man in Crisis                                   | Kim Yeon-ji     | MBC                  |
| 2003      | While You Were Dreaming                         | Cha Moon-kyung  | MBC                  |
| 2004      | More Beautiful Than a Flower                    | Kim Mi-ok       | KBS2                 |
| 2005      | Beating Heart                                   | Jong-ok         | MBC                  |
| 2006      | Goodbye Solo                                    | Oh Young-sook   | KBS2                 |
| 2007      | My Husband's Woman                              | Kim Ji-soo      | SBS                  |
| 2007      | Several Questions That Make Us Happy            | Na-yeon         | KBS2                 |
| 2008      | Woman of Matchless Beauty, Park Jung-geum       | Park Jung-geum  | MBC                  |
| 2008      | The World That They Live In                     | Yoon Young      | KBS2                 |
| 2010      | Kim Su-ro, The Iron King                        | Reine Jung-gyun | MBC                  |
| 2010-2011 | Pure Pumpkin Flower                             | Joon-sun        | SBS                  |
| 2011-2012 | Hooray for Love                                 | Oh Jung-hee     | MBC                  |
| 2013      | That Winter, the Wind Blows                     | Wang Hye-ji     | SBS                  |
| 2013      | Wonderful Mama                                  | Yoon Bok-hee    | SBS                  |
| 2014      | Wild Chives and Soy Bean Soup: 12 Years Reunion | Choi Go-soon    | jTBC                 |
| 2015      | Spy                                             | Park Hye-rim    | KBS2                 |
| 2015      | Bubble Gum                                      | Park Sun-young  | tvN                  |
| 2016      | Monster                                         | Do Choong       | MBC                  |

## Théâtre
| Année | Titre                                            | Rôle           |
| ----- | ------------------------------------------------ | -------------- |
| 2009  | Beautiful Sign                                   |                |
| 2009  | The Story of Four Women                          |                |
| 2009  | Bakeretta!                                       | Hae-joo        |
| 2010  | How to Succeed in Business Without Really Trying |                |
| 2010  | Un tramway nommé Désir (version coréenne)        | Blanche Dubois |
| 2012  | Thursday Romance                                 | Yeon-ok        |
| 2014  | Thursday Romance                                 | Yeon-ok        |